# North Melbourne Giants
Die North Melbourne Giants waren eine professionelle Basketball-Mannschaft der australasischen National Basketball League (NBL) aus der im australischen Bundesstaat Victoria gelegenen Stadt Melbourne. Das Team gründete sich 1980 als Coburg Giants und nahm 1987 den Namen North Melbourne Giants an. Im Jahre 1998 fusionierte das Team mit den South East Melbourne Magic zu den Victoria Titans.

## Erfolge
- Bestes Team der regulären Saison (1): 1990
- NBL-Meister (2): 1989, 1994
- Playoff-Teilnahmen (11): 1982, 1983, 1984, 1985, 1987, 1988, 1989, 1990, 1991, 1992, 1993 1994, 1995
- Final-Teilnahmen (4): 1988, 1989, 1994, 1995

## Saisonbilanzen
- Meister der NBL
- Vizemeister der NBL

| Saison | Platz | Spiele | Siege | Niederlagen | Siegquote in % | PlayOffs                       |
| ------ | ----- | ------ | ----- | ----------- | -------------- | ------------------------------ |
| 1980   | 9     | 22     | 7     | 15          | 31,8           | nicht qualifiziert             |
| 1981   | 10    | 22     | 7     | 15          | 31,8           | nicht qualifiziert             |
| 1982   | 4     | 26     | 18    | 8           | 69,2           | im Halbfinale ausgeschieden    |
| 1983   | 3     | 22     | 13    | 9           | 59,1           | im Halbfinale ausgeschieden    |
| 1984   | 2     | 24     | 18    | 6           | 75,0           | im Halbfinale ausgeschieden    |
| 1985   | 5     | 26     | 18    | 8           | 69,2           | im Viertelfinale ausgeschieden |
| 1986   | 8     | 26     | 14    | 12          | 53,8           | nicht qualifiziert             |
| 1987   | 6     | 26     | 15    | 11          | 57,7           | im Viertelfinale ausgeschieden |
| 1988   | 2     | 24     | 18    | 6           | 75,0           | im Finale verloren             |
| 1989   | 2     | 24     | 17    | 7           | 70,8           | im Finale gewonnen             |
| 1990   | 1     | 26     | 20    | 6           | 76,9           | im Halbfinale ausgeschieden    |
| 1991   | 6     | 26     | 16    | 10          | 61,5           | im Halbfinale ausgeschieden    |
| 1992   | 4     | 24     | 14    | 10          | 58,3           | im Halbfinale ausgeschieden    |
| 1993   | 8     | 26     | 13    | 13          | 50,0           | im Viertelfinale ausgeschieden |
| 1994   | 2     | 26     | 19    | 7           | 73,1           | im Finale gewonnen             |
| 1995   | 3     | 26     | 18    | 8           | 64,3           | im Finale verloren             |
| 1996   | 7     | 26     | 15    | 11          | 57,7           | im Viertelfinale ausgeschieden |
| 1997   | 3     | 30     | 18    | 12          | 60,0           | im Halbfinale ausgeschieden    |
| 1998   | 10    | 30     | 9     | 21          | 30,0           | nicht qualifiziert             |

## Trainerhistorie
- Ray Tomlinson: 1980–1981
- Bruce Palmer: 1982
- Ray Tomlinson: 1983
- Owen Hughan: 1984–1985
- Les Riddle: 1986
- Bruce Palmer: 1987–1992
- Brett Brown: 1993–1998